# 22346 Katsumatatakashi
22346 Katsumatatakashi è un asteroide della fascia principale. Scoperto nel 1992, presenta un'orbita caratterizzata da un semiasse maggiore pari a 2,3219135 au e da un'eccentricità di 0,2111275, inclinata di 9,83180° rispetto all'eclittica.